# 73782 Yanagida
73782 Yanagida este un asteroid din centura principală de asteroizi.

## Descriere
73782 Yanagida este un asteroid din centura principală de asteroizi. A fost descoperit pe 14 octombrie 1994 la Yanagida de Akira Tsuchikawa și Osamu Muramatsu. Asteroidul prezintă o orbită caracterizată de o semiaxă mare de 2,62 ua, o excentricitate de 0,31 și o înclinație de 15,8° în raport cu ecliptica.